# Janice Galloway

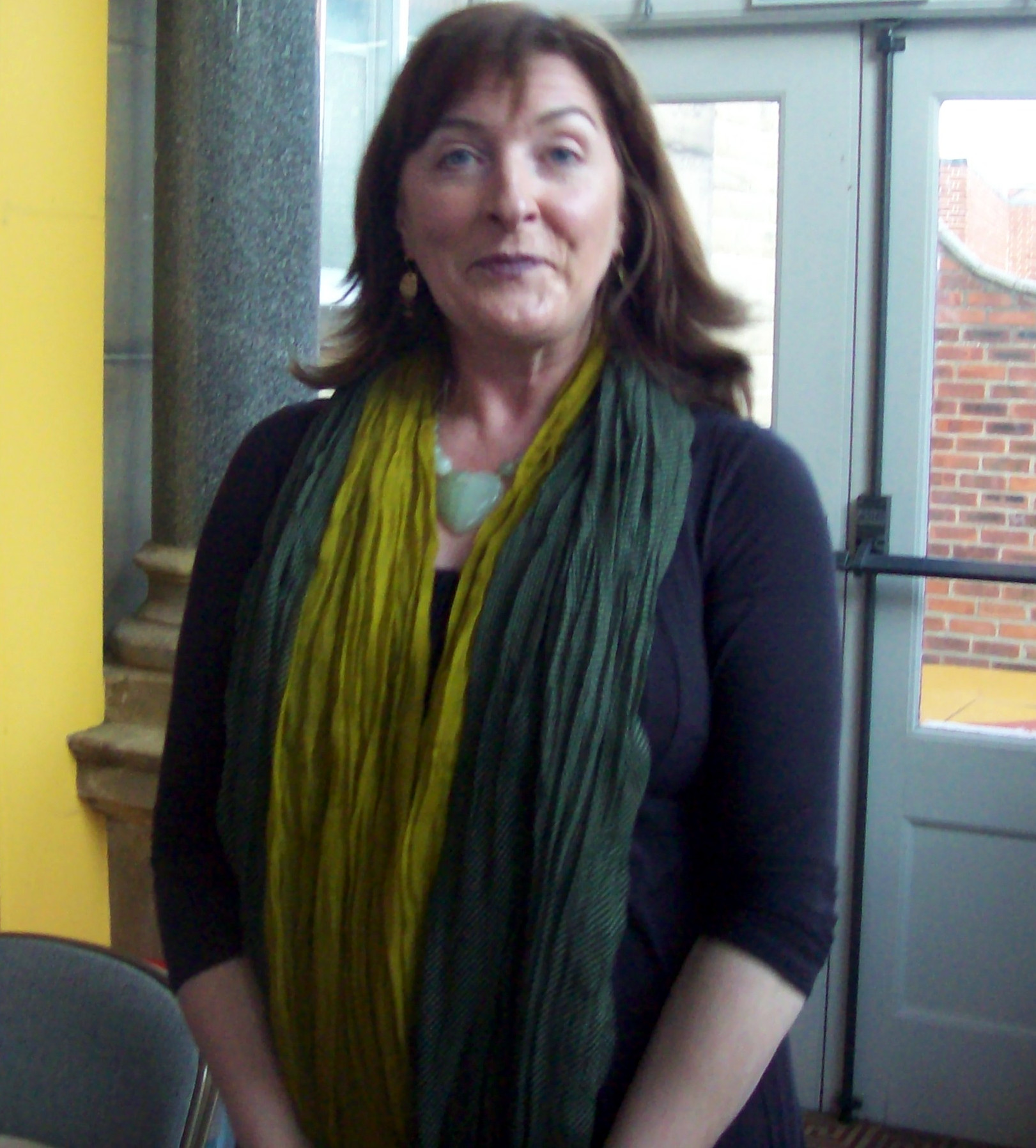
Janice Galloway am Beverley Literature Festival (2011)

Janice Galloway (* 1955 in Saltcoats, Ayrshire) ist eine schottische Schriftstellerin. The Guardian bezeichnete sie als „one of the UK’s finest fiction writers“. Unter ihren Werken finden sich Romane, Kurzgeschichten, Theaterstücke und Gemeinschaftsprojekte mit Musikern und bildenden Künstlern.

## Leben
Janice Galloway war das zweite Kind von James Galloway und Janet Clark McBride (ihre sehr viel ältere Schwester Nora, in This is Not About Me Cora genannt, starb im Jahr 2000). Janice wuchs in prekären Verhältnissen auf; die Eltern trennten sich, als sie vier war, zwei Jahre später starb der Vater. Sie studierte Musik und Englisch an der Universität Glasgow und arbeitete zehn Jahre lang als Lehrerin. Ihre erste Kurzgeschichte schrieb sie für den Edinburgh Review. Ihre seither erschienenen Werke wurden mit zahlreichen Preisen ausgezeichnet, darunter dem „E. M. Forster Award“ der American Academy of Arts and Letters (für The Trick is to Keep Breathing, Blood und Foreign Parts). Sie lebt als freiberufliche Schriftstellerin und Mutter eines Sohnes in Lanarkshire.

## Werke (Auswahl)

### Romane
- The Trick is to Keep Breathing, Edinburgh 1989, deutsch Die Überlebenskünstlerin, Frankfurt 1993.
- Foreign Parts, London 1994, deutsch Fremde Länder, Frankfurt 1996.
- Clara, London 2002 (über Clara Schumann).

### Kurzgeschichten
- Blood, London 1991, deutsch Liebe in sich wandelnder Umgebung, Frankfurt 1994.
- Where you find it, London 1996.

### Andere
- boy book see, Edinburgh 2002 (Prosagedichte).
- This is Not About Me, London 2008 (Autobiographie).